# 王喜明
王喜明，黑龙江绥化人，中华人民共和国政治人物。
担任农业劳模、绥化县民吉村王喜明农业生产合作社主任。1954年，当选第一届全国人民代表大会代表。